# 구덕천
구덕천(九德川)은 부산광역시 서구 서대신동 엄광산에서 발원하여 동대신동 보수천으로 유입되는 하천이다.

## 개요
구덕천은 엄광산 남동 사면 쪽 부산광역시 서구 서대신동 산 2-3번지에서 발원하여 흐르다가 보수천으로 합류하는 소하천이다. 구덕천 상류에는 구덕수원지가 자리하고 있다. 동아대학교 구덕캠퍼스에 인접한 대신 공원 상지(上池)까지 흐르고 그 남쪽으로는 복개되었다.
이 곳은 대한민국 최초의 상수도 시설의 시초가 되었던 곳으로 당시 부산시민의 식수로 사용되었던 곳이기도 하다.

## 명칭 유래
구덕천은 엄광산(504m)에서 흘러내리는 하천으로 부근에 있는 구덕산(565m)의 이름에서 유래한 지명이다.

## 현황
구덕천의 유역 면적은 1.6㎢, 유로 연장은 1.3㎞로 이 중 약 610m가 복개된 도시 하천이다. 현재 발원지인 엄광산과 구덕산 일대가 좁은 산 사면까지 주택지로 개발되면서 상류부의 하도까지 대부분 복개되어 도로로 이용되고 있다. 구덕천은 예로부터 대신동 일대의 명당수로 불릴 만큼 깨끗하고 맑은 계류였지만 현재는 도시화로 오염이 심하다. 2004년부터 생태 복원 사업이 진행되고 있다. 2013년에는 구덕천에 갈겨니·버들치 등 1, 2급수 물고기의 서식이 확인되고 있어 보존의 필요성이 더욱 커지고 있다.

## 같이 보기
- 엄광산
- 보수천
- 구덕수원지
- 구덕산